# Siphiwe Tshabalala
Lawrence Siphiwe Tshabalala (Soweto, Sudáfrica, 25 de septiembre de 1984) es un futbolista sudafricano. Juega de centrocampista y actualmente está libre tras finalizar contrato con el AmaZulu F. C. de la Premier Soccer League.

## Trayectoria
Empezó su carrera futbolística en las categorías inferiores del Kaizer Chiefs. En 2003 fichó por el Alexandra United.
En 2004 se unió al Free State Stars, club que pagó 1,6666 millones de rands para poder ficharlo. Nada más llegar sufrió una lesión de espalda que le mantuvo apartado de los pastos de juego diez meses. Esa misma temporada consigue el ascenso a la Premier Soccer League. Al año siguiente el equipo no consigue el objetivo de la salvación al quedar último del campeonato de liga, aunque al año siguiente el club vuelve a quedar primero de la Primera División de Sudáfrica y retorna a la Premier Soccer League.
En 2007 firmó un contrato con el Kaizer Chiefs, regresando así al equipo que lo formó. Este club tuvo que desembolsar 100 000 euros para poder hacerse con sus servicios. Con el Kaizer Chiefs gana el MTN 8 en su primer año. En la temporada siguiente conquista la Vodacom Challenge; además Siphiwe Tshabalala es elegido mejor jugador del equipo esa campaña.

## Selección nacional
Ha sido internacional con la selección de fútbol de Sudáfrica en 90 ocasiones y ha anotado 12 goles. Su debut con la camiseta nacional se produjo el 14 de enero de 2006 en el partido amistoso ante Egipto en el que ganaron 2-1, cuando saltó al campo en el minuto 61 sustituyendo a Lebohang Mokoena.
Disputó tres partidos en la Copa Africana de Naciones 2006. En la edición de 2008 jugó dos encuentros.
Fue convocado para participar en la Copa FIFA Confederaciones 2009, torneo en el que disputó 4 encuentros.
Fue autor del primer gol del Mundial de Sudáfrica 2010, en el encuentro inaugural entre su selección y la de México que terminó 1-1. Ese tanto fue nominado al gol del año por la FIFA.

### Participaciones en Copas del Mundo
| Mundial           | Sede      | Resultado    | Partidos | Goles |
| ----------------- | --------- | ------------ | -------- | ----- |
| Copa Mundial 2010 | Sudáfrica | Primera fase | 3        | 1     |

### Participaciones en Copas Africanas
| Copa                           | Sede   | Resultado    | Partidos | Goles |
| ------------------------------ | ------ | ------------ | -------- | ----- |
| Copa Africana de Naciones 2006 | Egipto | Primera fase | 3        | 0     |
| Copa Africana de Naciones 2008 | Ghana  | Primera fase | 2        | 0     |

### Participaciones en Copas Confederaciones
| Copa                           | Sede      | Resultado    | Partidos | Goles |
| ------------------------------ | --------- | ------------ | -------- | ----- |
| Copa FIFA Confederaciones 2009 | Sudáfrica | Cuarto lugar | 4        | 0     |

### Participaciones en Campeonatos Africanos
| Copa                                    | Sede      | Resultado    | Partidos | Goles |
| --------------------------------------- | --------- | ------------ | -------- | ----- |
| Campeonato Africano de Naciones de 2014 | Sudáfrica | Primera fase | 3        | 0     |

### Goles internacionales
| #  | Fecha      | Lugar                                        | Rival                    | Gol | Resultado | Competición                     |
| -- | ---------- | -------------------------------------------- | ------------------------ | --- | --------- | ------------------------------- |
| 1  | 26-03-2008 | Atteridgeville Super Stadium, Sudáfrica      | Paraguay                 | 3-0 | 3-0       | Amistoso                        |
| 2  | 11-10-2008 | Nuevo Estadio de Malabo, Guinea Ecuatorial   | Guinea Ecuatorial        | 0-1 | 0-1       | Clasificación Copa Mundial 2010 |
| 3  | 28-03-2009 | Estadio Royal Bafokeng, Sudáfrica            | Noruega                  | 2-1 | 2-1       | Amistoso                        |
| 4  | 27-01-2010 | Estadio de Durban, Sudáfrica                 | Zimbabue                 | 1-1 | 3-1       | Amistoso                        |
| 5  | 31-03-2010 | Estadio Defensores del Chaco, Paraguay       | Paraguay                 | 1-1 | 1-1       | II Copa Visión Banco            |
| 6  | 16-05-2010 | Estadio Mbombela, Sudáfrica                  | Tailandia                | 1-0 | 4-0       | Amistoso                        |
| 7  | 11-06-2010 | Estadio Soccer City, Sudáfrica               | México                   | 1-0 | 1-1       | Copa Mundial de Fútbol          |
| 8  | 10-08-2011 | Estadio Ellis Park, Sudáfrica                | Burkina Faso             | 2-0 | 3-0       | Amistoso                        |
| 9  | 15-06-2012 | Mbombela Stadium, Sudáfrica                  | Gabón                    | 1-0 | 3-0       | Amistoso                        |
| 10 | 22-12-2012 | Estadio Moses Mabhida, Sudáfrica             | Malaui                   | 2-0 | 3-1       | Amistoso                        |
| 11 | 08-06-2013 | Barthélemy Boganda, República Centroafricana | República Centroafricana | 0-2 | 0-3       | Clasificación Copa Mundial 2014 |
| 12 | 17-08-2013 | Estadio Soccer City, Sudáfrica               | Burkina Faso             | 1-0 | 2-0       | Amistoso                        |

## Clubes
| Club                   | País      | Año       |
| ---------------------- | --------- | --------- |
| Free State Stars F. C. | Sudáfrica | 2004-2007 |
| Kaizer Chiefs F. C.    | Sudáfrica | 2007-2018 |
| BB Erzurumspor         | Turquía   | 2018-2019 |
| AmaZulu F. C.          | Sudáfrica | 2020-2021 |

## Palmarés

### Títulos nacionales
| Título                        | Club                   | País      | Año  |
| ----------------------------- | ---------------------- | --------- | ---- |
| Primera División de Sudáfrica | Free State Stars F. C. | Sudáfrica | 2005 |
| Baymed Cup                    | Free State Stars F. C. | Sudáfrica | 2006 |
| Primera División de Sudáfrica | Free State Stars F. C. | Sudáfrica | 2007 |
| MTN 8                         | Kaizer Chiefs F. C.    | Sudáfrica | 2008 |
| Telkom Charity Cup            | Kaizer Chiefs F. C.    | Sudáfrica | 2010 |
| Telkom Knockout               | Kaizer Chiefs F. C.    | Sudáfrica | 2010 |
| Telkom Knockout               | Kaizer Chiefs F. C.    | Sudáfrica | 2011 |
| Primera División de Sudáfrica | Kaizer Chiefs F. C.    | Sudáfrica | 2012 |
| Primera División de Sudáfrica | Kaizer Chiefs F. C.    | Sudáfrica | 2014 |
| MTN 8                         | Kaizer Chiefs F. C.    | Sudáfrica | 2014 |

### Títulos internacionales
| Título            | Club (*)            | País            | Año  |
| ----------------- | ------------------- | --------------- | ---- |
| Copa Cosafa       | Sudáfrica           | Distintas sedes | 2007 |
| Vodacom Challenge | Kaizer Chiefs F. C. | Sudáfrica       | 2009 |

(*) Incluyendo la selección

### Distinciones individuales
| Distinción                       | Año  |
| -------------------------------- | ---- |
| Jugador SAFA sudafricano del año | 2010 |